# Streptocalypta santosii
Streptocalypta santosii är en bladmossart som beskrevs av Robert Zander 1982 [1983. Streptocalypta santosii ingår i släktet Streptocalypta och familjen Pottiaceae. Inga underarter finns listade i Catalogue of Life.